# Aurana
Aurana is een geslacht van vlinders van de familie snuitmotten (Pyralidae), uit de onderfamilie Phycitinae.

## Soorten
- A. actiosella Walker, 1863
- A. vinaceella Inoue, 1963